# Udo-jingū
Udo-jingū (鵜戸神宮) est un sanctuaire shinto situé dans la ville de Nichinan, préfecture de Miyazaki, au Japon. Il est dédié aux kamis Ugayafukiaezu, Amaterasu, Amenooshihomimi, Ninigi-no-Mikoto, Hoori et Jimmu.